# Simlinge
Simlinge är en småort i Trelleborgs kommun och kyrkby i Simlinge socken på Söderslätt i Skåne. Här finns Simlinge kyrka från slutet av 1100-talet.
SCB räknade Simlinge som en småort vid avgränsningen 1990, då hade orten 72 invånare och omfattade 13 hektar. Vid avgränsningen 1995 upphörde området som småort eftersom befolkningen sjunkit under 50 personer. Sedan 2010 räknas Simlinge återigen som en småort på 13 hektar, denna gång med 62 invånare.